# Уолластон, Уильям
Уильям Уолластон (англ. William Wollaston; 26 марта 1659, Котон-Кланфорд , Стаффордшир, Англия — 29 октября 1724 , Лондон) — крупный английский философ эпохи Просвещения и богослов, автор знаменитого труда «Очерк религии природы».
Философ-моралист, рационалист, оказавший влияние на философию XVIII века.

## Биография
Образование получил в Сидни-Сассекс-колледже Кембриджского университета. Затем учительствовал в Бирмингеме. Вскоре после этого был рукоположён в священники.
Уолластон наиболее известен как мыслитель, сторонник концепции естественной религии, которую он развил в своём трактате «Natural religion delineated» («Очерк религии природы», 1-е изд . 1722; 2-е изд. 1724, 8-е изд. 1750), и которая оказала решающее влияние на Ж.-Ж. Руссо и, кроме того, породила деистическую догму некоторых французских революционеров (Культ Разума и Высшего Существа).
Трактат Уолластона в те времена пользовался широкой известностью. Автор обратил внимание на то, что Бог не желал всего того зла, которое люди терпят ежедневно, следовательно, если мир полон скорби, это означает, что план добра и милосердия будет реализован после смерти. Так Уолластон предложил идею бессмертия души.
Утверждал принцип ненападения. В 1722 году в работе «Очёрчивая религию природы» он сформулировал: «Никто не имеет права первым прервать счастье другого». Эта формулировка подчёркивает «первым», чтобы отличить агрессивное вмешательство в чужие дела от вмешательства с целью самообороны («… но каждый человек имеет право защищать себя и близких от насилия, вернуть то, что было взято у него силой, и даже осуществить наказание, пользуясь разрешением, что дают ему и всем прочим людям истина и благоразумие»).